# 徐福

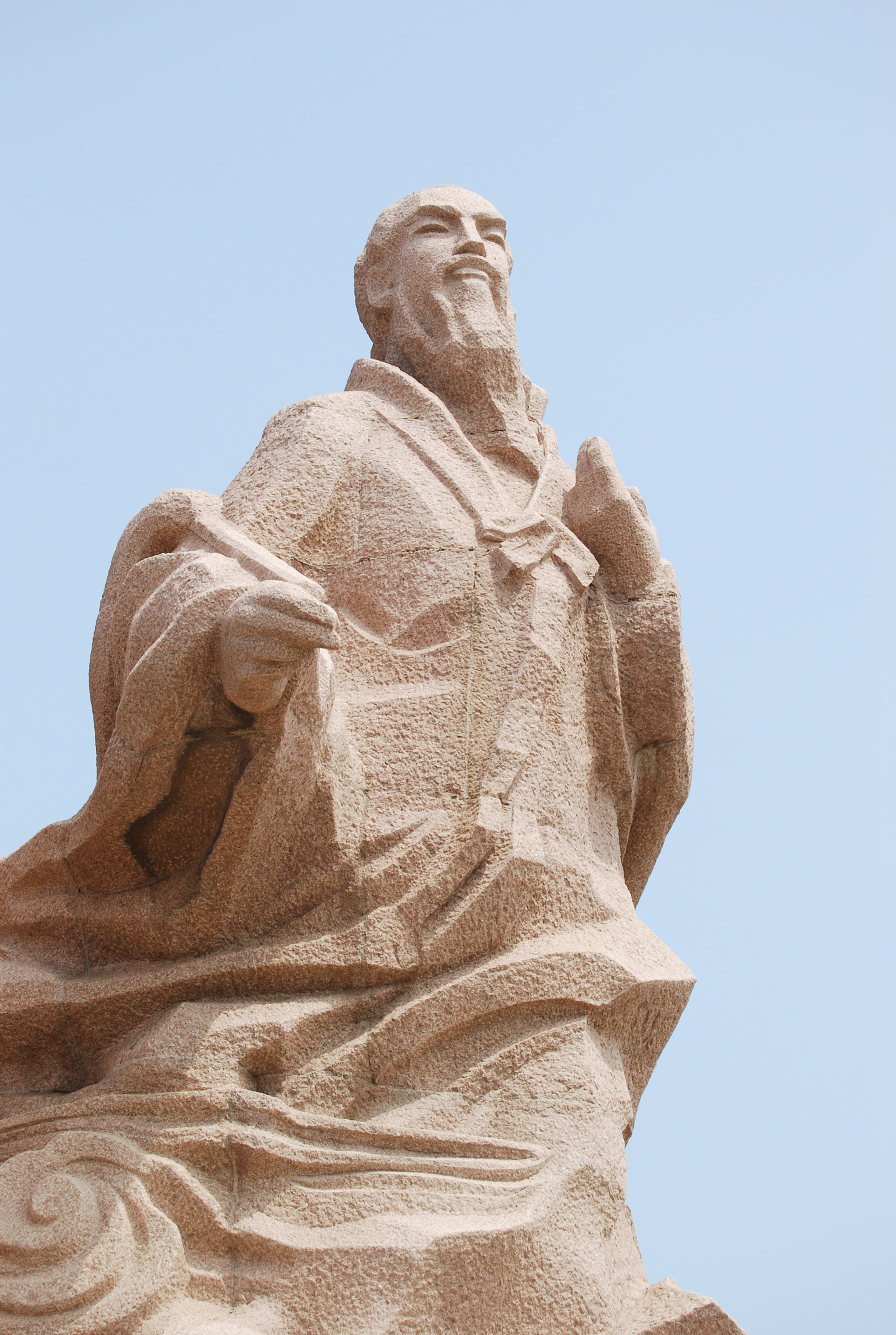
山东徐福下海处的雕像

徐福（？—？），即徐巿（「巿」，切，音同「弗」），字君房，秦朝時齊地人，方士。

## 徐福的記載

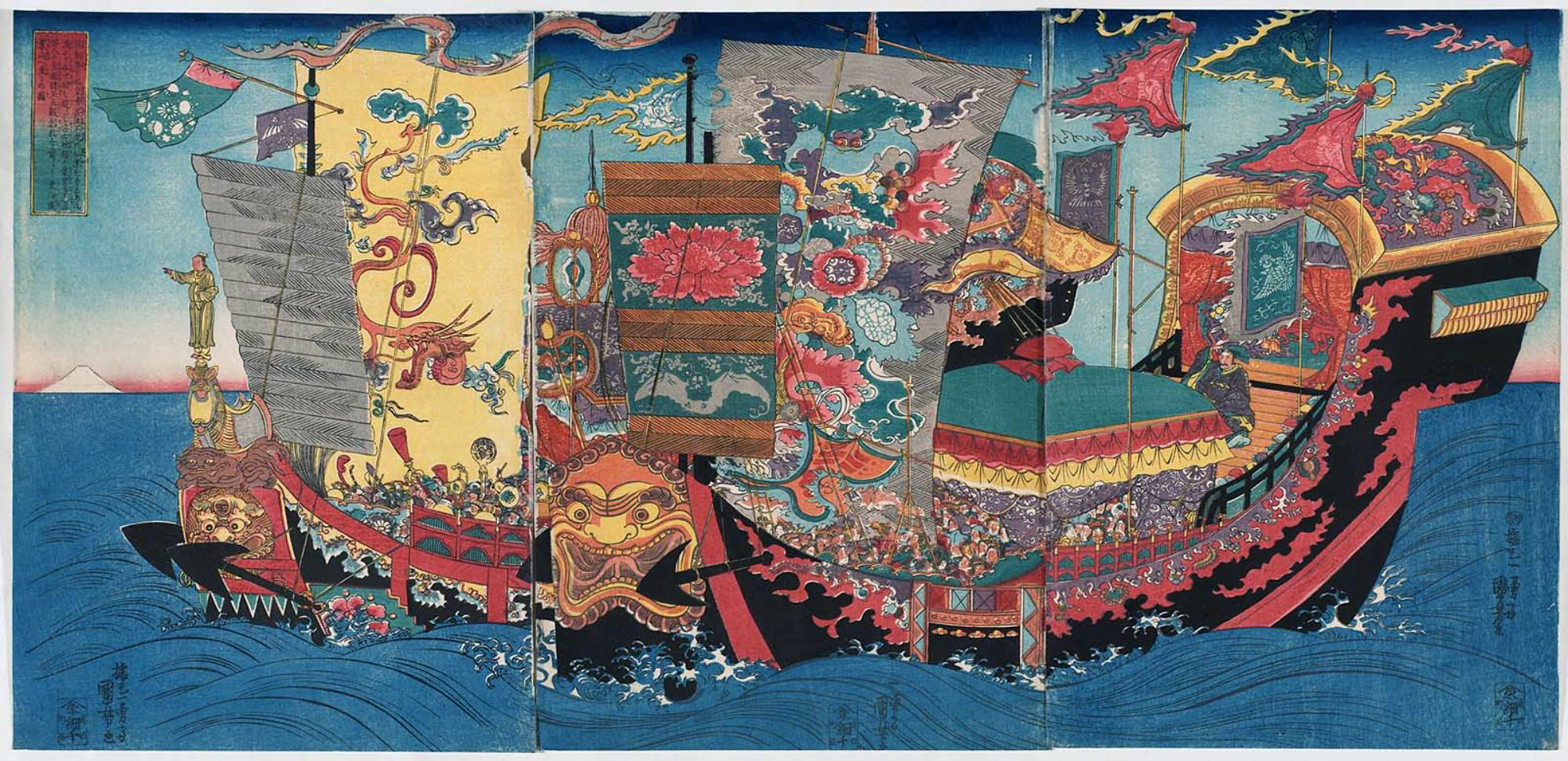
徐福渡海帆船的浮世繪

### 《史記》
徐福的事蹟，最早見於《史記》的“秦始皇本紀”和“淮南衡山列傳”（在秦始皇本紀中稱“徐巿”，在淮南衡山列傳中稱“徐福”）。據《史記》“秦始皇本紀”記載，秦始皇希望長生不老。秦始皇二十八年（前219年），徐氏上書說海中有蓬萊、方丈、瀛洲三座仙山，有神仙居住。於是秦始皇派徐福率領童男童女數千人、以及已經預備的三年糧食、衣履、藥品和耕具入海求仙，耗資巨大。但徐氏率眾出海數年，並未找到神山。秦始皇三十七年（前210年），秦始皇東巡至琅琊，徐福推託說出海後碰到巨大的鮫魚阻礙，無法遠航，要求增派射手對付鮫魚。秦始皇應允，派遣射手射殺了一頭大魚。後徐福再度率眾出海。
《史記》中記錄徐福東渡之事比較多內容的是“淮南衡山列傳”，其中包括徐福從東南到蓬萊，與海神的對話以及海神索要童男童女作為禮物等事，一般認為這是徐福對秦始皇編造的托辭，還記載了徐福再度出海攜帶了穀種，并有百工隨行。這次出海后，徐福來到“平原廣澤”，他感到當地氣候溫暖、風光明媚、人民友善，便“止王不來”，停下來自立為王，教當地人農耕、捕魚、捕鯨和瀝紙的方法，不回來了。“淮南衡山列傳”與“秦始皇本紀”稍有不同，稱徐福并未開始就帶數千童男童女入海，而是尋訪仙家多年未果的情況下，再度出海時率數千童男女出海。
關于徐福所要尋訪的蓬萊、方丈、瀛洲三座仙山，《史記》“封禪書”只是說在渤海中，即海州湾以北的海，并不能確定具體位置。而平原廣澤在何處，更是不能考證。

### 《三國志》
《三國志》“吳書·吳主權傳”、《後漢書》“東夷列傳”也有提及徐福東渡之事。《三國志》提到了徐福到達亶洲（一作澶洲）并滯留不歸。在《三國志》的記載中，亶洲與夷洲同在中國外海的東南方向，且相距不遠。有人認為夷洲就是臺灣或者琉球群島，亶洲就是日本本土，與倭國是一個地方的兩個名字。《三國志》“魏志倭人傳”記載倭國“計其道里，當在會稽、東冶之東”，說明那時候中國人認為倭國在中國外海的東南方向。《后漢書》也是同樣的記錄但说東鯷人是他后人。

### 《義楚六帖》
到了五代的後周時，濟州開元寺僧人義楚在《義楚六帖》（又稱《釋氏六帖》）的卷二十一“國城州市部”的“城廓·日本”中，首次明確提到徐福最終到達的是日本（也叫倭國），今日的日本秦氏（日本古代渡來豪族）為其後代，仍自稱秦人。並說徐福到達後，將富士山稱為蓬萊。此為目前所知中國文獻中，最早明確指出徐福滯留不歸之地是日本的記載。不過有觀點認為，義楚的記載很可能和日本的傳說有關。因為義楚有一個日本醍醐天皇時代的僧人好友，叫做寬輔（法號弘順大師，927年到達中國），義楚沒有到過日本，關于富士山的記載可能來自他的日本好友的說法。

### 《日本刀歌》
宋代歐陽修的《日本刀歌》明確指明徐福所滯留的地方就是日本，并且認為徐福東渡時攜帶了大量的典籍，才使得在中國遭秦始皇焚書坑儒的典籍在日本得以保留。但是這種說法的真實性難以考證。1339年日本南朝大臣北畠親房所著《神皇正統記》將此事作為信史記錄，稱“孔子全經唯存日本矣”。

### 《神皇正統記》
日本最早出現的徐福東渡日本的記錄是1339年日本南朝大臣北畠親房所著的《神皇正統記》。而成書于8世紀時的日本典籍《古事記》和《日本書紀》只提到了秦朝人移民到日本的情況，沒有徐福東渡的記載。有觀點認為這是因為中國8世紀時尚未明確提出徐福東渡所到之地就是日本。最早提到徐福的是源隆國的今昔物语。
日本人認為徐福在日本的紀州熊野的新宮（今和歌山縣新宮市）登陸，目前當地還有徐福墓和徐福神社，每年11月28日是祭祀徐福的日子。在日本徐福的傳說中，日本人認為徐福帶來了童男童女、百工、榖種、農具、藥物及捕鯨技術和醫術，對日本發展起了重要作用，因此尊徐福為“司農耕神”和“司藥神”。和歌山有一熊野速玉大社与徐福有关。佐贺也有一座金立神社以他为主神。

## 徐福的去向
關於徐福的去向有以下幾種說法：

### 日本说
據《日本國史略》提到：「孝靈天皇七十二年，秦人徐福來。（或云，徐福率童男女三千人，齎三墳五典來聘。福求藥不得，遂留而不歸。或云，止富士山。或云，熊野山，有徐福祠。）」說徐福帶童男童女來日本修好，貢上三墳五典而尋求仙藥，然而不得仙藥，只等定居下來。在《富士文書》中則提道徐福來到日本，協助當地農民耕種，帶來一些新的技術。然而一般認為《富士文書》的可靠性值得商榷。早稻田大學鈑野教授研究結論認為徐福和他留在日本的隨員繁衍了成千上萬後世子孫，他們有不同姓氏而當中許多人姓秦，1300年前山口郡曾存在「秦王國」，中國隋朝皇帝派遣的使節從日本回中國後告訴皇帝，山口郡的人與他們長有相同面孔、有着同樣風俗和生活方式，認為他們很可能都是徐福使節的後裔。
徐福東渡後，開始在當地定居下來，並向日本的土著民族傳播農耕知識、捕魚方法、鍛冶和制盐等技術，還傳授日本人醫療技術等秦朝先進文化，促進了日本社會發展也深受日本人民敬重。日本尊徐福為“司農耕神”和“醫藥神”。在日本關西地區、和歌山縣、佐賀縣、廣島縣等存在徐福活動的遺跡。
日本官方為紀念徐福之偉績，曾在很長一段時間舉行相關祭祀活動，從宇多天皇到龜山天皇由天皇主祭徐福達80多次，直到明治維新才停止。和歌山新宮市每年11月28日也慶祝徐福東渡，1980年他們慶祝徐福來日2200年。金立每五十年有一次徐福大祭。

### 美洲说
中華民國南京古物保存所、前暨南大学及輔仁大學教授卫聚贤认为徐福去了美洲，他在《中国人发现美洲》考证：“美洲特产四十多种动植物矿产为先秦人民所知”。卫聚贤研究吴人《外国图》“亶洲去琅琊万里”，得出亶洲是美洲而不是日本，他还提到现在美国檀香山还有中国篆书刻字的方形岩石，旧金山还有中国篆文的古箭。

## 延伸閱讀
- 黃耀能：〈徐福其人與山東、日本 （页面存档备份，存于）〉。
- 逵志保：〈非物质文化遗产和徐福传说 （页面存档备份，存于）〉。